# Kis tüskésbandikut
A hosszúorrú bandikut (Perameles murina) az emlősök (Mammalia) osztályának az erszényesek (Marsupialia) alosztályágához, ezen belül a bandikutalakúak (Peramelemorphia) rendjéhez és a bandikutfélék (Peramelidae) családjához tartozó faj.

## Előfordulása
Új-Guinea szigetének Indonéziához tartozó részén található meg. Élőhelye a trópusi és szubtrópusi erdők.